# FO Весов
FO Весов (лат. FO Librae) — одиночная переменная звезда в созвездии Весов на расстоянии (вычисленном из значения параллакса) приблизительно 51607 световых лет (около 15823 парсеков) от Солнца. Видимая звёздная величина звезды — от +16,6m до +15,7m.

## Характеристики
FO Весов — пульсирующая переменная звезда типа RR Лиры (RRAB).